# Osteogènesi imperfecta
L'osteogènesi imperfecta (també anomenada malaltia dels ossos de vidre) és un trastorn congènit, és a dir, present en néixer, que es caracteritza per una fragilitat d'os excessiva, com a conseqüència d'una deficiència congènita en l'elaboració d'una proteïna, el col·lagen tipus I. Els qui porten el defecte tenen menys col·lagen del normal o és d'una menor qualitat i com és una proteïna important en l'estructura dels ossos, causa una fragilitat i debilitat poc usual dels ossos. El diagnòstic és radiològic, fins i tot abans del part.

## Classificació de Sillence
Actualment, hi ha 17 tipus d'OI diferents classificats, tot i que per a la classificació clínica, normalment es fan servir només els quatre primers tipus. Aquí hi ha una taula amb els 17 tipus d'OI registrats.
| Tipus | Característiques |
| I     | Malaltia d'Ekman Lobstein, autosòmica dominant. Es caracteritza per osteoporosi generalitzada amb fragilitat òssia anormal, escleròtiques blaves tota la vida, hi ha una reducció de l'espessor escleral i la uvea pigmentada subjacent es fa visible a través de l'escleròtica aprimada, pèrdua de l'audició de tipus conductiu presenil, la qual pot ser de conducció per otoesclerosi o tipus nerviós per la compressió de l'nervi VIII a l'sortir del crani i la otoesclerosi és resultat de la proliferació anormal el cartílag, el qual al l'calcificar produeix esclerosi de la porció petrosa del temporal. No tots els pacients presenten dentinogénesis imperfecta. |
| II    | Malaltia de Vrolik, autosòmica recessiva. Es caracteritza per fragilitat òssia extraordinària, culmina en la mort en el període perinatal o començaments de la lactància, ossos llargs molt fragmentats (fèmur en acordió), prominència d'os parietal i temporal amb occípit penjant i ossificació de crani retardada extraordinàriament. |
| III   | Autosòmica dominant. Caracteritzada per fragilitat òssia intensa ocasionant múltiples fractures, deformitat progressiva d'ossos llargs, retard greu de el creixement amb la talla més petita de totes les OI, escleròtiques blaves en el nounat, però amb l'edat es tornen menys blaus, dentinogénesis imperfecta, deformitat de columna per combinació d'osteoporosi intensa, fractures per compressió de vèrtebres i hiperlaxitud lligamentosa, cifoescoliosis, sent la més comuna l'escoliosi dorsal, cara aspecte triangular de "follet", davant àmplia, prominència d'ossos parietal, temporal i amb occípit penjant.                                                    |
| IV    | Autosòmica dominant. En el nounat les escleras tenen color normal, poden arribar a estar blaus, però, es tornen cada vegada menys blaus, osteoporosi, fragilitat òssia i deformitat d'ossos llargs, si presenta dentinogénesis imperfecta es classifica en la subdivisió 4 A, si no presenta dentinogénesis imperfecta es classifica 4 B. A la dentinogénesis imperfecta hi ha alteracions per deficiència de dentina, taques marró groguenques o blavoses grisenques translúcides i els incisius inferiors són els més afectats. |
| V     | Autosòmica dominant. És similar a el tipus 4. És més comú que es presenti en nens que mostren escleras blanques, formació de call hiperplásico, més comú en fèmur, tíbia i húmer. En radiografies s'adverteix la formació massiva de calls en forma de papallona, calcificació de la membrana interósea a l'avantbraç i en conseqüència problemes en la pronosupinació de membres superiors, dislocació del cap radial anterior. |
| VI    | Autosòmica recessiva. Fenotip de moderat a sever, es presenten fractures en els dos primers anys de vida, escleròtiques normals o blau clar, fractures de vèrtebres, en aquest tipus no hi ha dentinogénesis imperfecta. |
| VII   | S'assembla als tipus V i II. Talla baixa i escurçament d'extremitats. És un tipus d'OI recessiu que es deu a una mutació en el gen CRTAP. |
| VIII  | S'assembla als tipus II i III. Greu deficiència de creixement i extrema desmineralització de l'esquelet. OI recessiva deguda a una mutació en el gen LEPRE1. |
| IX    | Manifestació clínica molt variable (de moderada a molt greu). Es deu a una mutació en el gen PPIB. És una OI d'herència recessiva. |
| X     | Manifestació clínica de greu a letal. Es deu a una mutació en el gen SERPINH1. És una OI d'herència recessiva. |
| XI    | És un tipus d'OI progressiu que pot cursar amb deformacions de la columna vertebral. També es diu síndrome de Bruck I. La seva herència és recessiva. Es deu a una mutació en el gen FKBP10. |
| XII   | És una OI amb una manifestació clínica de moderada a greu, les característiques inclouen fractures freqüents, lleugeres deformitats òssies i erupció dental retardada. No està associada a cap problema auditiu i l'escleròtica dels afectats és de color normal. Es deu a mutacions en el gen SP7 / OSX. |
| XIII  | Es tracta d'una OI causada per mutació recessiva en la proteïna morfogenètica òssia 1 (BMP1). El fenotip és greu i pot presentar deformacions òssies generalitzades, múltiples fractures, manca de remodelació òssia i reducció generalitzada de la densitat òssia. |
| XIV   | El tipus XIV és una OI entre moderada i greu deguda a mutacions recessives en el gen TMEM38B. Els afectats tenen osteopènia i fractures, però no presenten escleròtiques blavoses ni dentinogénesis imperfecta. Tampoc tenen pèrdua d'audició ni cap altra afectació orgànica. |
| XV    | La OI tipus XV es deu a mutacions recessives en el gen WNT1. La seva manifestació clínica és variable, de moderada a progressivament deformant. Els afectats poden tenir l'escleròtica blavosa, però tant les dents com l'audició són normals. Aquest tipus d'OI pot estar associat a anomalies cerebrals. Les característiques clíniques inclouen les fractures freqüents, deformitats òssies, compressions vertebrals greus, important reducció de la densitat òssia i baixa alçada. |
| XVI   | Es deu a una alteració genètica del transductor OASIS (codificat en el gen CREB3L1). Els afectats tenen una OI greu. Els portadors heterozigòtics de la mutació (progenitors no afectats) posseeixen certs trets de la OI tipus I, però sense fractures. |
| XVII  | Es deu a una mutació en el gen SPARC. |

## Gens responsables
- En un 90% dels casos és la mutació del COL1A1 del cromosoma 17 o el COL 1A2 del cromosoma 7. Aquests gens codifiquen les cadenes alfa 1 i alfa 2 del col·lagen de tipus I. En aquest cas la malaltia segueix una herència autosòmica dominant o és deguda a mutacions noves sense casos previs en la família.
- També pot ser deguda, de manera poc freqüent, a altres gens implicats en vies de síntesi del col·lagen com ara el CRTAP o el LEPRE1. En aquest cas la malaltia segueix una herència autosòmica recessiva.

## Tractament
La osteogènesi imperfecta no té cura i per mantenir un estil de vida saludable, cal practicar exercici físic per ajudar a prevenir fractures. El Tractament pot incloure analgèsics, fisioteràpia, aparells ortopèdics o cadires de rodes i cirurgia (col·locant varetes de metall a través d'ossos llargs per enfortir-los).
Bifosfonats
A la OI greu, el pamidronat redueix el dolor ossi, evita noves fractures vertebrals, reformula cossos vertebrals prèviament fracturats i redueix el nombre de fractures d'ossos llargs. Encara que els bifosfonats orals són més convenients i més barats, no absorbeixen prou bé, i els bifosfonats intravenosos són generalment més efectius, tot i que aquesta tècnica està en estudi. Alguns d'aquests estudis han trobat bifosfonats orals i intravenosos, com alendronat oral i pamidronat intravenós, equivalents. En un assaig amb nens amb OI lleu, el risedronat oral augmenta la densitat mineral òssia i redueix les fractures no vertebrals.
Cirurgia
Les varetes de metall es poden inserir quirúrgicament als ossos llargs per millorar la força. La col·locació de varetes d'acer inoxidable en els canals intramedul·lars dels ossos llargs els estabilitza i els enforteix. El seu tractament és útil amb la rehabilitació, ja que preveu fractures i forma part de la base pel tractament ortopèdic. La fusió espinal es pot realitzar per corregir l'escoliosi, encara que la fragilitat òssia inherent fa que aquesta operació sigui més complexa pels pacients. La cirurgia per impressions basilars pot alleugerar la pressió exercida sobre la medul·la espinal quan el tronc encefàlic està causant problemes neurològics.
Fisioteràpia
La fisioteràpia es fa servir per enfortir els músculs i millora la mobilitat d'una manera suau, mentre es minimitza la fractura. Això implica hidroteràpia, exercicis de resistència lleugera i l'ús de coixins de suport per a millorar la postura. Ajuda a les persones a canviar de posició regularment en el transcurs del dia per equilibrar els músculs que s'utilitzen i els ossos que romanen sota pressió.

## Diagnòstic
- Entre 1 per cada 15.000 i 1 per cada 20.000 naixements.
- Només els tipus II i III poden ser diagnosticats abans de néixer.

- Després de néixer es diagnostica per les fractures de l'os per un traumatisme mínim, la talla petita sovint amb ossos deformats, l'escleròtica blava, els problemes de dentició i la sordesa que fan acte de presència en acabar l'adolescència.